# Parafia św. Barbary w Krasnej
Parafia św. Barbary w Krasnej – parafia rzymskokatolicka usytuowana w Krasnej. Należy do dekanatu czarneckiego diecezji radomskiej. 

## Historia
- Parafia została erygowana 16 sierpnia 1919 przez bp. Mariana Ryxa. Tymczasowa drewniana kaplica została zbudowana w 1919 staraniem ks. Stanisława Gruszki. Kościół pw. św. Barbary powstał według projektu arch. W. Borowieckiego, z fundacji dziedzica Stefana Wielowieyskiego i parafian w latach 1935–1936, staraniem ks. Piotra Figurskiego. Konsekracji kościoła dokonał w 1936 bp Paweł Kubicki. Kościół był restaurowany w 1990. Jest budowlą wzniesioną z kamienia i cegły.

## Zasięg parafii
Do parafii należą wierni z miejscowości: Adamek, Bień, Gosań, Gustawów, Komorów, Krasna, Luta i Mokra.

## Proboszczowie
- 1945 – 1958 – ks. Stefan Nadolski
- 1958 – 1960 – ks. Emilian Asendi
- 1960 – 1980 – ks. Władysław Ronduda
- 1980 – 1986 – ks. Czesław Golonka
- 1986 – 1989 – ks. kan. Adam Łyżwa
- 1989 – 2024 – ks. kan. Bogusław Żyła
- 2024 – nadal – ks. Dariusz Szlachcic